# Watzmanns
Watzmanns ist eine Ortschaft und eine Katastralgemeinde der Gemeinde Bad Großpertholz im Bezirk Gmünd in Niederösterreich mit 67 Einwohnern (Stand 1. Jänner 2024).

## Geografie
Das im Osten des Gemeindegebietes liegende Dorf befindet sich südlich der Landesstraße L72 und ist über die L8304 erreichbar. Zur Ortschaft zählen auch die Lagen Eisenhammer und Reithäusl.
Am 1. April 2020 umfasste die Ortschaft 44 Adressen.

## Geschichte
Im Jahr 1822 wurde der Ort als Dorf mit 28 Häusern genannt, das nach Großschönau eingepfarrt war, wohin auch die Kinder eingeschult wurden. Die Herrschaft Weitra besaß die Ortsobrigkeit, übte die Landgerichtsbarkeit aus und besorgte die Konskription. Die Untertanen und Grundholde des Ortes gehörten den Herrschaften Weitra und Engelstein.
Laut Adressbuch von Österreich waren im Jahr 1938 in der Ortsgemeinde Watzmanns ein Fahrradhändler, ein Gastwirt, ein Gemischtwarenhändler, ein Schmied, eine Schneiderin, ein Schuster, ein Trafikant, zwei Viehhändler und zahlreiche Landwirte ansässig.

## Siedlungsentwicklung
Zum Jahreswechsel 1979/1980 befanden sich in der Katastralgemeinde Watzmanns insgesamt 39 Bauflächen mit 16.537 m² und 35 Gärten auf 5.046 m², 1989/1990 waren es 40 Bauflächen. 1999/2000 war die Zahl der Bauflächen auf 144 angewachsen und 2009/2010 waren es 78 Gebäude auf 153 Bauflächen.

## Landwirtschaft
Die Katastralgemeinde ist landwirtschaftlich geprägt. 206 Hektar wurden zum Jahreswechsel 1979/1980 landwirtschaftlich genutzt und 170 Hektar waren forstwirtschaftlich geführte Waldflächen. 1999/2000 wurde auf 181 Hektar Landwirtschaft betrieben und 192 Hektar waren als forstwirtschaftlich genutzte Flächen ausgewiesen. Ende 2018 waren 168 Hektar als landwirtschaftliche Flächen genutzt und Forstwirtschaft wurde auf 191 Hektar betrieben. Die durchschnittliche Bodenklimazahl von Watzmanns beträgt 15,3 (Stand 2010).